# Shane Acton

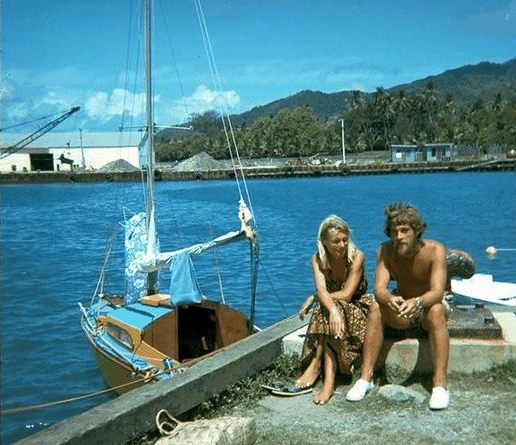
Shane Acton mit Freundin und Shrimpy

Shane Acton (* 1947; † 25. Februar 2002 in Cambridge) war ein britischer Weltumsegler. Er stellte in den 1970er Jahren mit seinem Boot Shrimpy den Weltrekord für die Weltumrundung im kleinsten Segelboot auf, den er bis Mitte der 1980er Jahre hielt.

## Leben
Acton wuchs im englischen Coleridge auf.

## Weltumrundung
Acton hatte keinerlei Segelerfahrung. Zwar hatte er bei der Royal Navy gedient, dort jedoch nur auf kleinen Motorbooten fahren gelernt. Anfang der 1970er Jahre kaufte er sich für 400 Pfund Sterling einen 18 Fuß 4 Zoll (etwa 5,60 Meter) langen Kimmkieler aus Sperrholz. Das Boot vom Typ Caprice war von Robert Tucker konstruiert worden.
Acton taufte die Segelyacht auf den Namen Super Shrimp, nannte sie aber einfach Shrimpy. 1972 startete er als 22-Jähriger von England zu einer Weltumsegelung, die er acht Jahre später, nach längeren Zwischenstationen in der Karibik, in Polynesien und in Australien, beendete. 
Actons Boot war seinerzeit das kleinste Segelboot, das je die Welt umsegelte. 1984–86 umsegelte Serge Testa in einem knapp 12 Fuß (3,60 Meter) langen Boot die Welt und nahm Acton den Rekord ab.
Auf einer Teiletappe über den Pazifik begleitete ihn die Schweizerin Iris Derungs, die ihm Kameradin und Bordfrau wurde und die später auch das letzte Teilstück der Fahrt vom Mittelmeer durch die Kanäle Frankreichs mitreiste. Iris Derungs lebte in der Schweiz und arbeitete als Fotografin. Sie verstarb im Februar 2008.
Seinen Freunden war Acton als bescheidener Antimaterialist bekannt. Seine Reise zeichnet ihn als genügsamen Menschen aus, der jede Anstrengung auf sich nahm und seinem kleinen Knickspantsegelboot treu blieb, obwohl er auf seiner mehrjährigen Reise mehr als einmal die Chance hatte, es gegen eine größere Yacht einzutauschen.
Shane Acton hat heutzutage eine große Anhängerschaft unter Eigentümern kleiner Kajütsegelboote.

## Leben nach der Weltumsegelung und Tod
Nach der Weltumsegelung lebte er in Costa Rica, wo er mit Touristen zum Hochseeangeln aufs Meer hinausfuhr. Nebenbei arbeitete er als Arbeiter auf einer Werft.
Shane Acton starb im Alter von 55 Jahren an Lungenkrebs in Cambridge. Er war starker Raucher, die Sorge nach genügend Tabak begleitete seine Reise um die Welt, wie er in seinem Buch schreibt. Seine Angehörigen baten bei der Beerdigung um Spenden zugunsten Cancer Research UK anstelle von Blumen.